# Município de Green (condado de Wayne, Ohio)
O município de Green (em inglês: Green Township) é um município localizado no condado de Wayne no estado estadounidense de Ohio. No ano de 2010 tinha uma população de 11915 habitantes e uma densidade populacional de 127,76 pessoas por km².

## Geografia
O município de Green encontra-se localizado nas coordenadas 40° 51′ 20″ N, 81° 49′ 07″ O. Segundo a Departamento do Censo dos Estados Unidos, o município tem uma superfície total de 93.26 km², da qual 93.14 km² correspondem a terra firme e (0.12%) 0.12 km² é água.

## Demografia
Segundo o censo de 2010, tinha 11915 pessoas residindo no município de Green. A densidade populacional era de 127,76 hab./km².